# Aristolochia tuberosa
Aristolochia tuberosa C.F.Liang & S.M.Hwang – gatunek rośliny z rodziny kokornakowatych (Aristolochiaceae Juss.). Występuje naturalnie w południowo-wschodnich i środkowych Chinach, w prowincjach Kuejczou, Hubei, Hunan, Syczuan i Junnan oraz w regionie autonomicznym Kuangsi.

## Morfologia
PokrójBylina pnąca o nagich pędach.
LiścieMają sercowaty kształt. Mają 8–14 cm długości oraz 5–11 cm szerokości. Nasada liścia ma sercowaty kształt. Z tępym wierzchołkiem. Ogonek liściowy jest nagi i ma długość 7–10 cm.
KwiatyZygomorficzne. Pojedyncze lub zebrane są po 2–3 w gronach. Mają żółtozielonkawą barwę. Dorastają do 9 mm długości i 1–2 mm średnicy. Mają kształt wyprostowanej tubki. Wewnątrz mają ciemnopurpurową barwę. Łagiewka jest kulista u podstawy.
OwoceTorebki o odwrotnie jajowatym kształcie. Mają 3 cm długości i 2,5 cm szerokości. Pękają przy wierzchołku.

## Biologia i ekologia
Rośnie w zaroślach oraz na terenach skalistych. Występuje na wysokości do 1600 m n.p.m. Kwitnie od listopada do kwietnia, natomiast owoce pojawiają się od czerwca do października.

## Zastosowanie
Korzenie tego gatunku są wykorzystywane w medycynie tradycyjnej, a także w celu zwalczania ukąszeń węży.

## Ochrona
W Czerwonej księdze gatunków zagrożonych został zaliczony do kategorii EN – gatunków zagrożonych.